# Yacimiento arqueológico de Valdeherrera
El yacimiento arqueológico español de Valdeherrera está ubicado en las cercanías de Calatayud, en uno de los puntos neurálgicos de comunicación de la Celtiberia. Junto con Bílbilis, habría sido un centro fundamental para la organización del territorio de esta comarca en época celtibérica y romana. Su nombre aún es desconocido, pero tal vez pueda relacionarse esta ciudad con la desconocida Platea (en griego significa ‘llana’) que nombra el poeta bilbilitano Marcial en dos ocasiones en sus epigramas (IV, 55.13 y XII, 18.11).

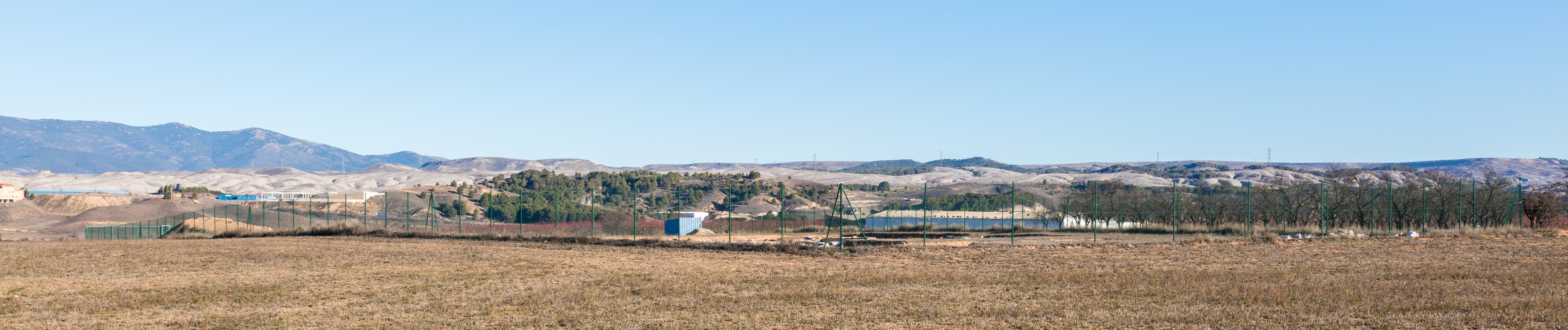
Otra vista del asentamiento.

Se estima que supera las 40 hectáreas de extensión, con un foso de más de 25 metros de anchura. Por ello se piensa que debe tratarse de una de las mayores ciudades indígenas de su época, si bien todavía son muchos los descubrimientos pendientes, puesto que las prospecciones y excavaciones arqueológicas sistemáticas comenzaron en 2006. 